# José Berruezo Silvente
José Berruezo Silvente (Mazarrón, 13 de junio de 1895-Aix-en-Provence, 7 de agosto de 1990) fue un político libertario español, militante de la CNT, concejal y alcalde de Santa Coloma de Gramanet. Tras el final de la Guerra Civil Española marchó exiliado a Francia donde continuó con su militancia política.

## Biografía

### Primeros años
Con catorce años distribuía manifiestos a los mineros, invitándoles a asistir a reuniones en el Centro Obrero. En 1914 sufrió su primera detención, acusado de realizar pintadas a favor de Ferrer Guardia y de la anarquía. Entre 1916 y 1919 realizó el servicio militar en Melilla. Ya licenciado, embarcó hacia Barcelona. Al no encontrar un trabajo aceptable, marchó hacia Camarasa (Lérida), donde la empresa La Canadiense estaba construyendo una presa. Un día fue sorprendido por un capitán de la Guardia Civil leyendo Entre naranjos de Blasco Ibáñez, lo que despertó el recelo del oficial. Siendo advertido de su inminente detención, decidió huir a Francia, instalándose temporalmente en Marsella. Poco después regresó a España, y, después de vivir momentáneamente en Badalona, en los primeros meses de 1920 se trasladó a Santa Coloma de Gramanet, donde fijaría su residencia durante las dos siguientes décadas. 

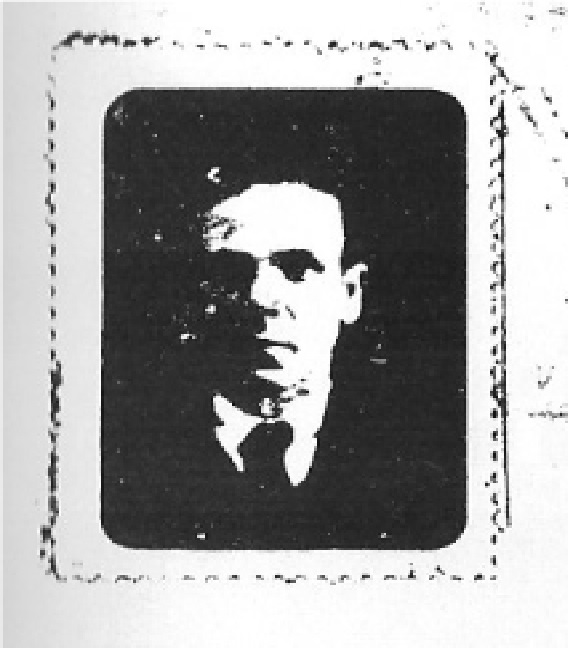

En julio de 1923 se crea en Santa Coloma el Sindicato Único de Trabajadores, adherido a la CNT, y a Berruezo se le asigna el cargo de secretario. Con la implantación de la dictadura de Primo de Rivera, el sindicato es clausurado. En 1924, ingresa en el Ateneo Instructivo Colomense y es nombrado secretario del mismo. En 1930, la Junta del Ateneo le designa como corresponsal en Santa Coloma del diario republicano El Diluvio. Años después, también colaborará en Solidaridad Obrera, órgano de expresión de la CNT catalana, con el seudónimo de "Clarín".

### República y guerra civil
Tras el advenimiento de la República fue reabierto el Sindicato y creada la Casa del Pueblo, de la cual se le nombró presidente. En 1932, fue despedido del trabajo arbitrariamente, en respuesta a una huelga que se dio en su centro de trabajo. Entonces se le ofrece hacerse cargo de la escuela del Ateneo de Cultura Social de San Adrián de Besós, donde podían aprender las materias básicas los hijos de los trabajadores que rechazaban la escuela estatal y la religiosa. Esta escuela estuvo inspirada en los principios de la Escuela Moderna de Ferrer Guardia.

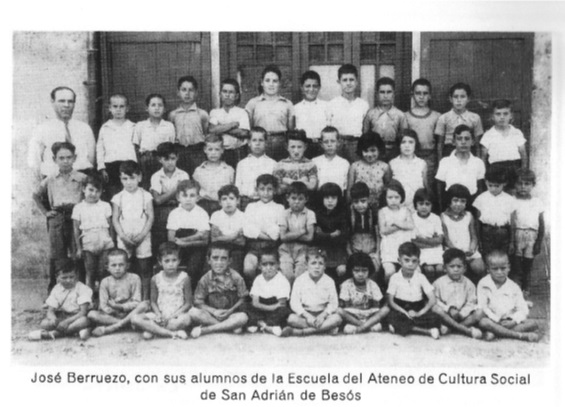
Imagen de José Berruezo con sus alumnos en la Escuela del Ateneo de Cultura Social de San Adrián del Besós

José Berruezo sufrió varias detenciones, pasando breves estancias en prisión. La más grave fue en junio de 1935, cuando se generalizó la detención de militantes cenetistas en relación con los hechos acaecidos en octubre del año anterior. Fue trasladado a Valencia donde coincidió con Durruti y Ascaso. Tras unos meses de encarcelamiento, fue puesto en libertad sin que se presentaran cargos en su contra.
A raíz del golpe militar del 18 de julio de 1936, se crea en Santa Coloma un Comité Antifascista, y a finales de año se constituye un nuevo ayuntamiento con miembros de dicho comité. Celestí Boada (ERC) fue nombrado alcalde, y Berruezo ocupó el cargo de Gobernación, Higiene y Sanidad. En abril de 1937 fue designado para ocupar el puesto de alcalde provisional durante las semanas que Boada estuvo ausente por su viaje a Rusia. En los primeros meses de 1938, la quinta de Boada fue movilizada y él tuvo que dejar la alcaldía, por lo que la federación local de la CNT propuso a Berruezo como alcalde, cargo que ocupó hasta el 26 de enero de 1939, fecha en que partió hacia el exilio. Al día siguiente entraban en Santa Coloma las tropas franquistas. Berruezo, en su camino hacia Francia, se encontró con Boada en Gerona e intentó convencerle de que no regresara a Santa Coloma, pues temía por su vida, pero Boada no siguió su consejo.

### Exilio
Estuvo recluido en el campo de concentración de Bram, de donde salió el 9 de diciembre de 1939 para dirigirse a Chalvignac, a fin de colaborar en la construcción de una presa, obra realizada mayoritariamente por mano de obra española procedente de distintos campos de concentración. Fue en aquel entorno donde se empezaron a reorganizar las bases militantes de la CNT para un resurgimiento en el exilio de dicha central sindical.
Todo debía hacerse en la más absoluta reserva y clandestinidad para evitar que la Gestapo tuviese conocimiento de ello. Una primera reunión se celebró en la aldea de Aynes, en octubre de 1941, creándose una Comisión Local. El 6 de junio de 1943 se celebró en Mauriac un pleno clandestino, del cual surgió el Movimiento Libertario Español (MLE) en el exilio. A raíz de esta reunión, Berruezo fue nombrado secretario de la comisión de relaciones.
Por motivo de su cargo, estuvo presente en todos los plenos y numerosas reuniones que se celebraron por aquellos años, y que supusieron el afianzamiento de la lucha sindical en el exilio, dando cuenta de todo ello en su obra Contribución a la historia de la CNT de España en el exilio (1967).

### Últimos años
Tras la muerte de Franco, regresó a Cataluña, visitando de nuevo Santa Coloma de Gramanet, una ciudad que había cambiado muchísimo desde que él la tuviera que abandonar. Le sorprendió desagradablemente la abundancia de bares y tabernas frente a la casi nula existencia de centros culturales. Aconsejado por algunos conocidos escribió su obra Por el sendero de mis recuerdos. Veinte años de militancia libertaria en Santa Coloma de Gramanet (1920-1939).
José Berruezo Silvente murió el 7 de agosto de 1990 en el hospital de Aix-en-Provence (Francia), donde estaba ingresado a causa de una hernia y bastante deprimido después de la muerte, un par de años atrás, de su hijo Ginés y de su compañera Magdalena. Su archivo personal se encuentra depositado en el International Institute of Social History (IISH) de Ámsterdam.
En octubre de 1998 el «Grupo de Estudios Históricos Gramenet del Besòs», creado en 1994 por Carles Capdevila, José Manuel Márquez, Vidal Bueno, Agustín Iglesias y Juan José Gallardo, cambió su nombre por «Grupo de Historia José Berruezo» para reivindicar su figura.